# Ásbjarnarfell
Ásbjarnarfell är ett berg i republiken Island. Det ligger i regionen Norðurland vestra, 170 km nordost om huvudstaden Reykjavík. Toppen på Ásbjarnarfell är 1 025 meter över havet.
Trakten runt Ásbjarnarfell är nära nog obefolkad, med mindre än två invånare per kvadratkilometer. Det finns inga samhällen i närheten. Trakten runt Ásbjarnarfell är ofruktbar med lite eller ingen växtlighet.